# Mano (peuple)
Pour les articles homonymes, voir Mano.
Les Mano (au Liberia) ou Manon (en Guinée) sont une population d'Afrique de l'Ouest vivant principalement au Liberia, ainsi qu'en Guinée dans la région naturelle de Guinée forestière. 

## Ethnonymie
Selon les sources et le contexte, on rencontre plusieurs variantes : Maa, Mah, Mamia, Mano, Manon, Manos, Ma. 
Selon le linguiste guinéen Soh Pletah Bonimy, le terme « Manon » proviendrait d’une déformation par les explorateurs portugais du XVIe siècle. Lors de la dislocation de l’empire Sosso  à la fin du XIIIe siècle, ceux que l’on considère comme les ancêtres des Manon voyageaient sous la conduite d’un homme nommé Mana. Au XIVe siècle Mana et son frère Dan fondèrent respectivement les villes de Man et de Danané, sur le territoire actuel de la Côte d’Ivoire. De là, une partie d’entre eux se déplaça vers l’actuel Liberia où ils rencontrèrent au XVIe siècle les explorateurs portugais. Ils se seraient présentés à eux en ces termes : « Mananon lε ko ka » ce qui signifie : « nous sommes les enfants de Mana ». Manon serait ainsi la contraction de Mananon.
Mamy est le nom de famille le plus populaire chez les manons.

## Langue
Leur langue est le mano, dont le nombre de locuteurs a été estimé à environ 259 000, répartis principalement entre le Liberia (188 000 en 2006) et la Guinée (71 000 en 1997). La langue maawe appartient à la famille des langues mandées et parmi celles-ci au groupe sud-est.

## Société
Chez les Manon, les familles sont patrilocales et organisées en clans patrilinéaires. Un clan désigne l'ensemble des descendants d'un ancêtre mythique associé à une ou plusieurs espèces, animales ou végétales, qu'il est interdit de manger ou de tuer. Les Manon désignent ces proscriptions par le terme "totem" en français et par le terme tiin en maawe .

## Culture

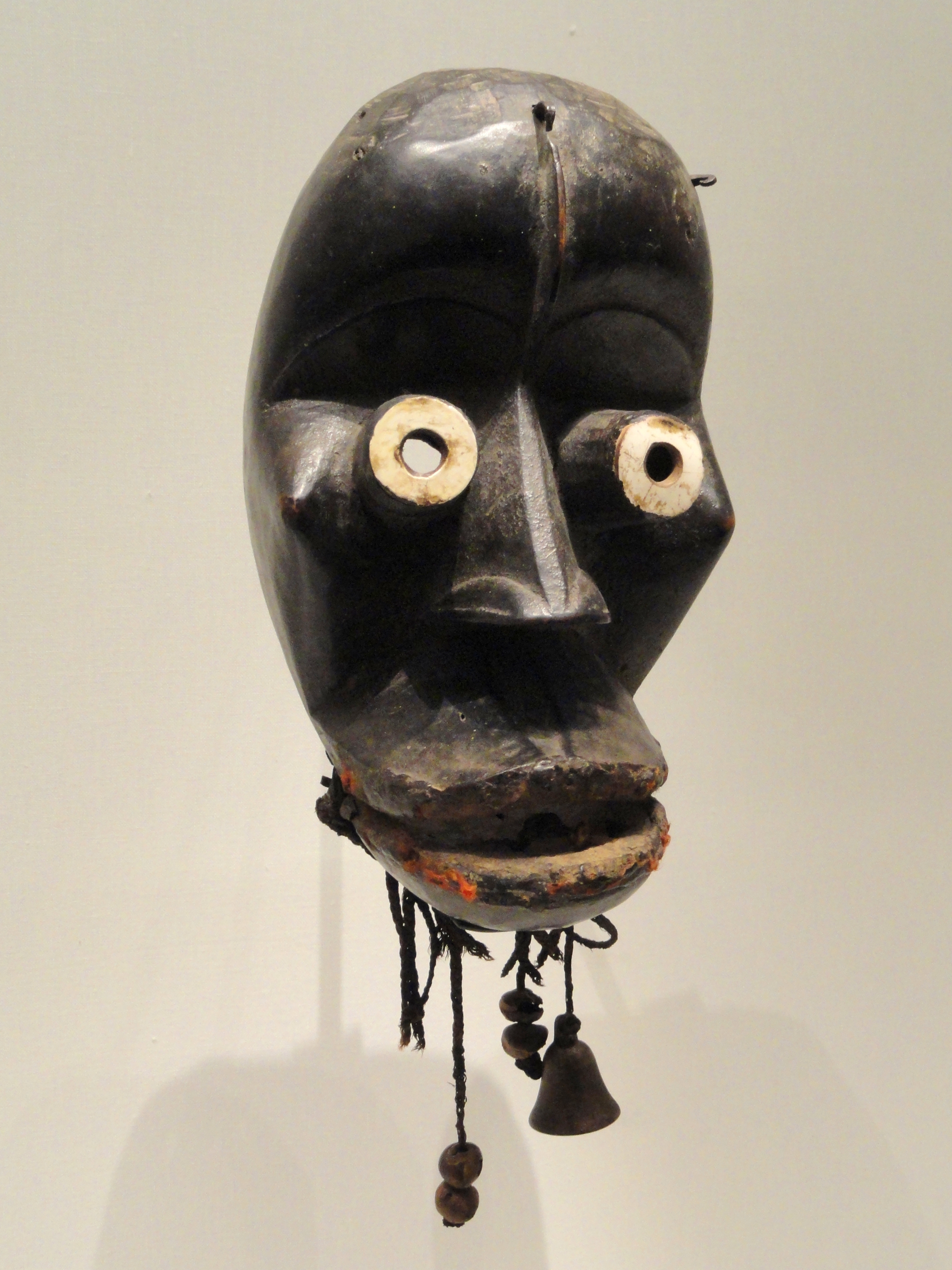
Masque facial
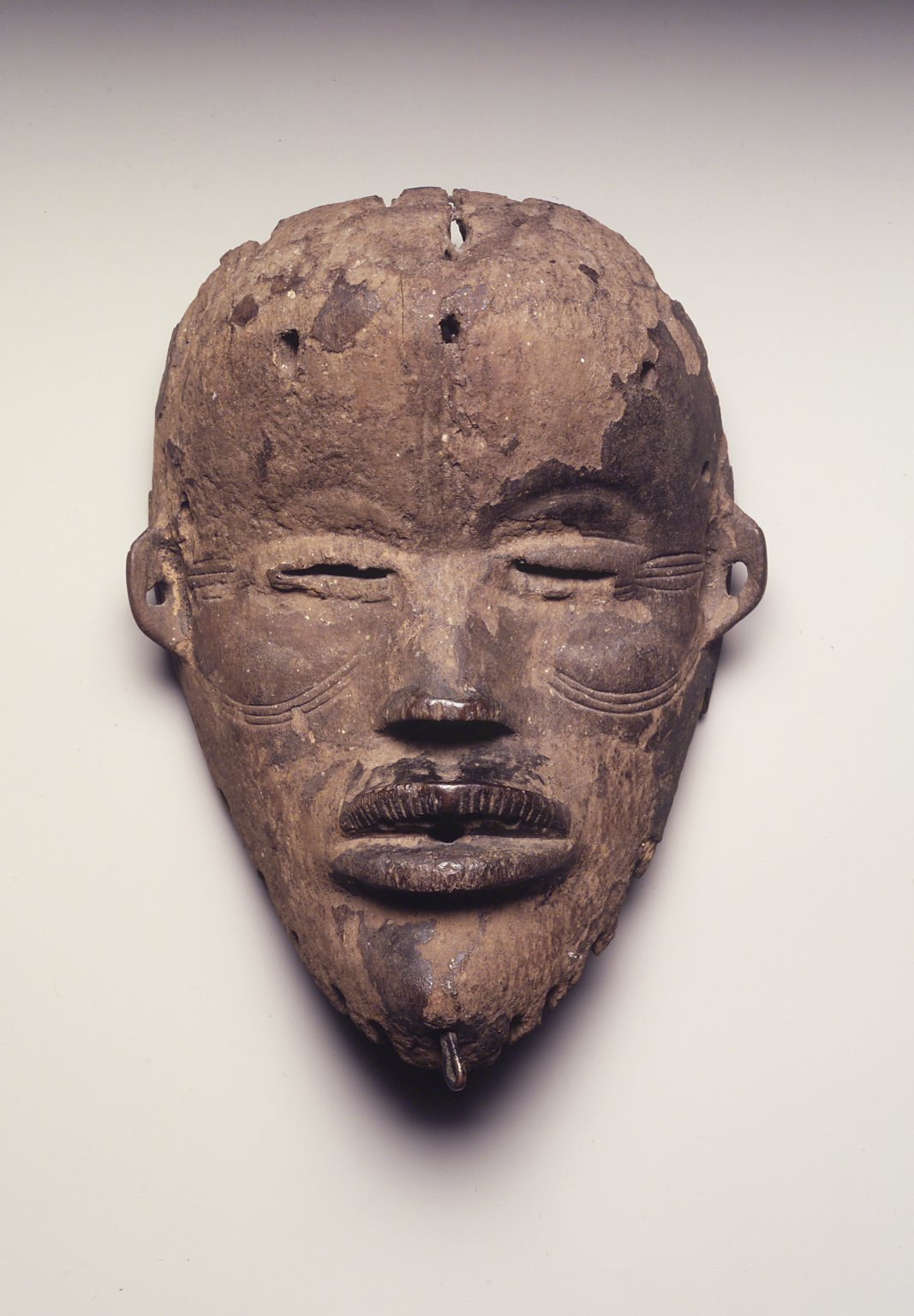
Masque tankagle
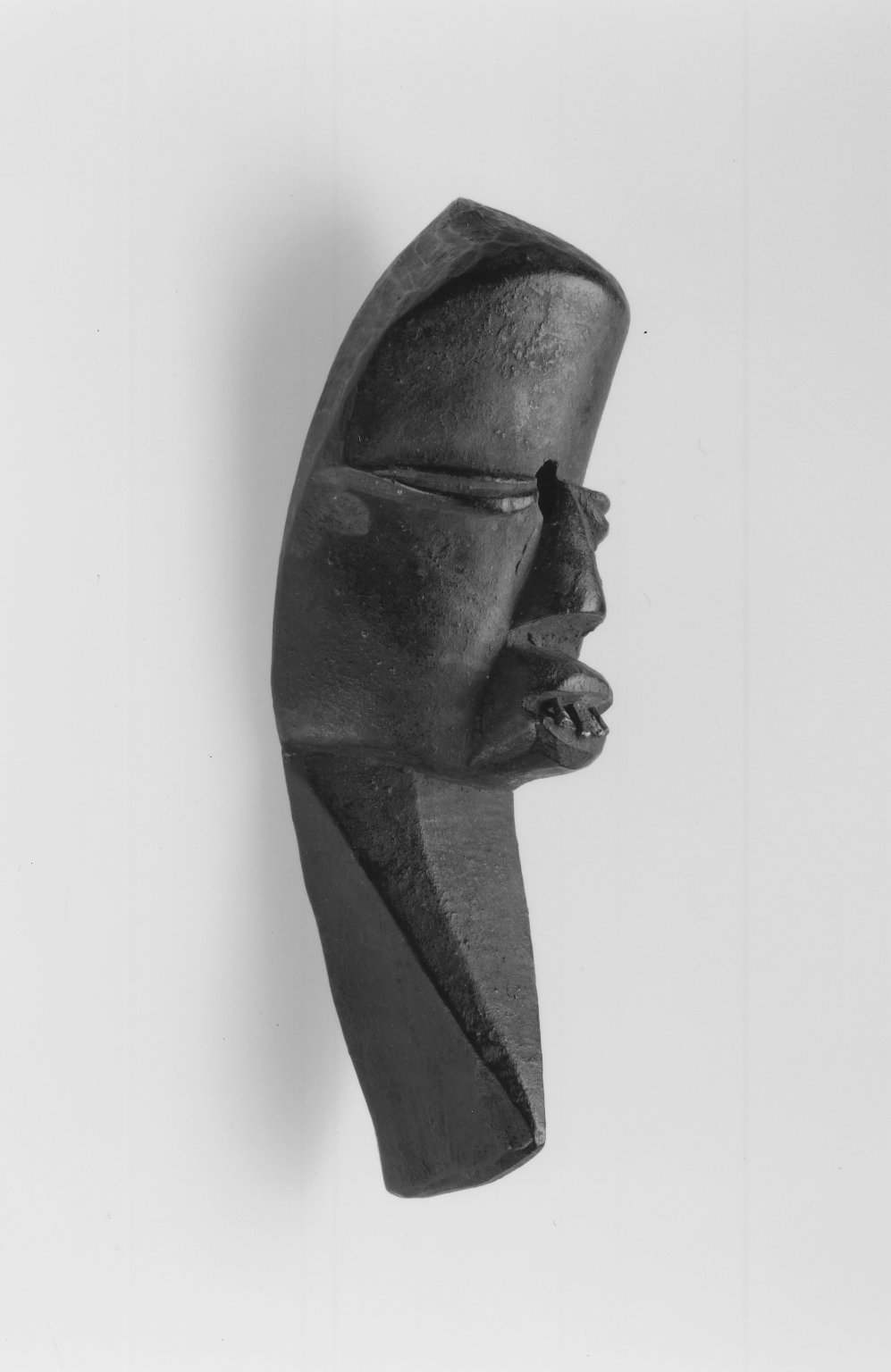
Masque miniature
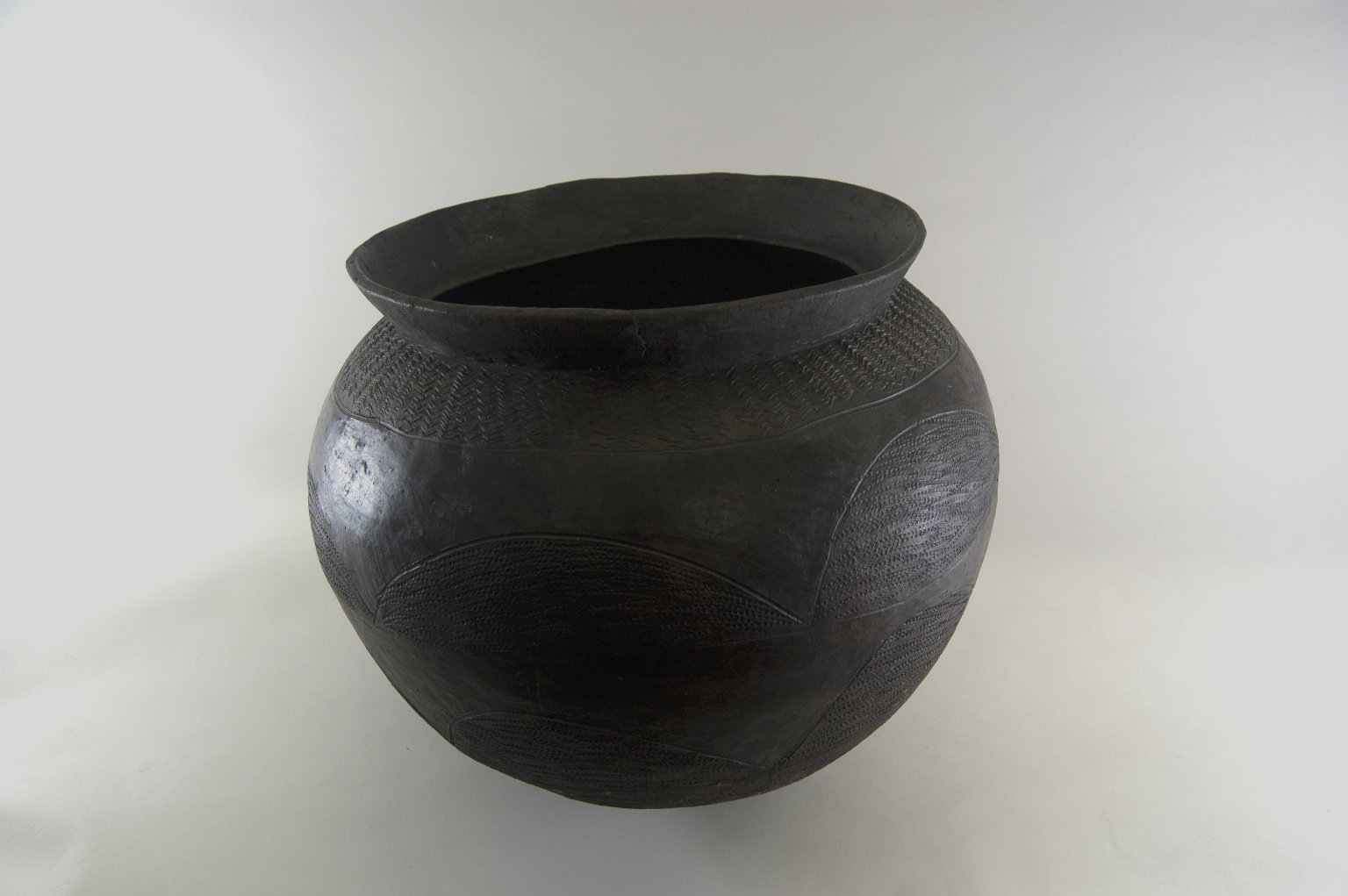
Récipient en terre cuite

## Personnalités Manon
- Jean-Marie Doré, onzième premier ministre de la République de Guinée, natif de Bossou.
- Michel Beimy homme politique
- Joseph Togna Dore homme politique
- Lamine Bamy homme politique